# Wilfried J. Lang
Wilfried Joseph Lang (* 12. März 1936 in Eppenbrunn; † 25. Oktober 2013 in Rodalben) war ein Künstler, der besonders im Raum Erding tätig war. Er war gelernter Schaufensterdekorateur und Siebdrucker und führte eine Siebdruckerei in Erding. Mit seinen Auftragsarbeiten und künstlerischen Werken wurde er in Erding ab 1965 bekannt.
Er hatte mit seiner Frau einen Sohn und eine Tochter.

## Leben
Lang war gelernter Schaufensterdekorateur und Siebdrucker. 1936 in der damals noch bayerischen Pfalz geboren, zeigte er schon früh Zeichentalent. Als der jüngste Sohn unter sieben Geschwistern durfte er Dekorateur lernen und sein zeichnerisches und künstlerisches Geschick ausleben. Er arbeitete anfangs in Pirmasens, Kaiserslautern und Karlsruhe, jedoch wurden seine Arbeiten nach dem Wohnsitzwechsel nach Erding 1965 öffentlichkeitswirksamer.
Hier begann er ab 1976 auch seine selbstständige Tätigkeit als Grafiker und Siebdrucker. Seine Signet-Entwürfe prägten das öffentliche Erscheinungsbild vieler Erdinger Betriebe und der Stadt. Ein Höhepunkt war das Plakat für die 750-Jahr-Feier Erdings im Jahre 1977. 1972 war Lang Gründungsmitglied des Bunten Kreises (heute Kunstverein Erding) und nahm auch an dessen ersten Ausstellungen teil.
Er starb am 25. Oktober 2013 im Alter von 77 Jahren im Krankenhaus in Rodalben und wurde am 31. Oktober 2013 auf dem Heltersberger Friedhof beigesetzt.
Wilfried Lang war gelernter Schaufensterdekorateur und Siebdrucker. Schon früh künstlerisch tätig, arbeitete er zunächst als Angestellter. 1975 war der Beginn seiner selbständigen Tätigkeit in Erding als Grafiker und Siebdrucker. In den Folgejahren prägten seine Signetentwürfe das öffentliche Erscheinungsbild vieler Erdinger Betriebe und der Stadt. Ein Höhepunkt war das Plakat für die 750-Jahr-Feier der Stadt Erding. Mit seiner freien künstlerischen Tätigkeit blieb er eher im Hintergrund. 1972 war er Gründungsmitglied des Bunten Kreises (heute Kunstverein Erding e.V.) und nahm auch an dessen ersten Ausstellungen teil. Berufsbedingt blieb die Zahl seiner freien Arbeiten gering, war aber immer von hoher Qualität. 2012 - bereits schwer erkrankt - entstand eine Serie "Späte Zeichnungen", die im Herbst 2012 im Landratsamt Erding in einer Ausstellung gezeigt wurden. Sein bisher nur teilweise gesichteter Nachlass befindet sich in der Pfalz.

## Grafische Entwürfe
Auftragsarbeiten, die sehr oft den zeichnerischen Ansatz erkennen lassen. Alles manuell in der vor-digitalen Zeit entstanden.

## Freie Arbeiten
Die Zeichnungen sind meist nach der Natur oder vor dem Objekt entstanden. Ganz oft bot erst eine Urlaubsreise wieder die Muße zum entspannenden Zeichnen. In den späteren Jahren werden die zeitlichen Lücken größer. Das Museum Franz Xaver Stahl in Erding eröffnet 2018 die Sonderausstellung „Wilfried Lang (1936 bis 2013) – Die Lust zu zeichnen“ und zeigt Gemälde und Zeichnungen des Erdinger Künstlers.